# Tambasa Atacadistas
Tambasa Atacadistas é uma rede atacadista brasileira fundada em 1949, na cidade de Ponte Nova, no estado de Minas Gerais. A empresa tem como foco a distribuição de produtos como materiais de construção, utilidades domésticas, agropecuária, ferramentas, EPIs e outros itens não perecíveis. Sediada em Contagem, na Região Metropolitana de Belo Horizonte, é considerada uma das maiores distribuidoras atacadistas do Brasil em termos de faturamento e capilaridade logística.

## História
A história da Tambasa começa com o sapateiro e mascate Miguel Bartolomeu. Em 1949, ele e seu irmão, Francisco Bartolomeu, decidiram pela cisão da empresa “Miguel Bartolomeu e irmão”, da qual ambos, conjuntamente com Antônio Bartolomeu, filho de Francisco, eram sócios. A empresa, assim, foi dividida em duas: “Bartolomeu Cordeiro e Filhos”, atualmente chamada “Bartofil Distribuidora”, e “Casas Miguel Bartolomeu”, futuramente chamada “Tecidos e Armarinhos Miguel Bartolomeu S/A”, e atualmente conhecida como Tambasa.
Em 1969, a empresa abriu uma filial em Belo Horizonte e, posteriormente, em 1988, transferiu parte de suas operações para a Ceasa de Contagem. A nova sede foi concluída em 1991, com 33 mil m² de área construída. Nos anos 2000, a Tambasa investiu em automação, netbooks para representantes, tablets com pedidos online e expansão dos centros de distribuição.
A gestão permanece sob controle da família fundadora, atualmente na terceira geração. Entre os principais executivos estão netos de Miguel Bartolomeu, como Alberto Portugal Milward de Azevedo.

## Operações e logística
A Tambasa atua em todo o território nacional com mais de 22 centros de distribuição, com um total de cerca de 100 mil m² em áreas de armazenagem. Sua sede logística em Contagem é a principal base, de onde parte a maioria das entregas para cerca de 5.300 municípios brasileiros. Atualmente, possui um dos mais tecnológicos CDs do Brasil.
Em 2023, iniciou a construção de um novo galpão logístico com dois pavimentos de 45 mil m² cada, ampliando significativamente a capacidade de estocagem. A frota de entrega é composta por cerca de 780 caminhões terceirizados.
A empresa também investiu em sustentabilidade, com destaque para a instalação de uma usina solar fotovoltaica com 10 mil painéis em sua sede, gerando cerca de 400 mil kWh mensais.

## Produtos e segmentos
O portfólio da Tambasa é voltado para produtos de revenda, com foco em:
- Materiais de construção
- Ferramentas e ferragens
- Produtos agropecuários
- Produtos veterinários e pet
- EPIs
- Autopeças e lubrificantes
- Utilidades domésticas
- Produtos de limpeza e higiene

A empresa não atua no setor alimentício, diferenciando-se de concorrentes como Assaí e Grupo Martins.

## Resultados financeiros
Em 2020, a Tambasa faturou R$ 3,638 bilhões, com um crescimento de 31% em relação a 2019. O EBITDA foi de R$ 546 milhões, com lucro líquido de R$ 364 milhões. Em 2022, a receita foi de R$ 5,5 bilhões, mantendo a posição de terceira maior atacadista do Brasil, segundo a ABAD.
A empresa registrou crescimento médio anual de 16% entre 2002 e 2020.

## Possível IPO
Em 2021, a Tambasa protocolou pedido de abertura de capital (IPO) na CVM, com o ticker planejado TBTB3 no segmento Novo Mercado da B3. Parte dos recursos seriam destinados à expansão logística e distribuição de dividendos aos acionistas. Até 2025, a listagem ainda não havia sido concretizada.

## Prêmios e reconhecimento
A Tambasa recebeu diversas premiações no setor de atacado e construção civil, incluindo:
- Prêmio Anamaco Master
- Destaque em rankings da ABAD como maior distribuidora de Minas Gerais [7]
- Inclusão nas edições da revista Exame - Melhores & Maiores
- Certificações regionais e prêmios Top of Mind no segmento de revenda de materiais